# Ojōsan
Ojōsan (お嬢さん?) è un film del 1930 diretto da Yasujirō Ozu.
Il film, oggi perduto, è stato distribuito il 12 dicembre 1930.

## Trama
Okamoto e Saida sono due giornalisti alle prime armi, inviati alla ricerca di buone storie da pubblicare sul loro giornale.